# Sou Dessas
"Sou Dessas" é uma canção da cantora brasileira Valesca Popozuda, lançada no dia 17 de março de 2015, como terceiro single de sua carreira solo. A versão remix, com a participação de Claudia Leitte, foi liberada em 25 de maio.

## Lançamento
No dia 6 de março de 2015, uma semana antes do lançamento oficial, a música vazou na internet, sem saída, a cantora então resolveu lançar o single o mais de pressa possível, colocando na pré-venda no iTunes com alguns dias de antecedência, e sendo liberada oficialmente no dia 25 de maio para download digital, e disponibilizada também em todas as plataformas para streaming digital.
Em seu Facebook oficial, Valesca informou que a capa do single foi inspirada no videoclipe da versão de 2001 da canção "What's Going On", de Marvin Gaye, que foi interpretada por vários cantores. Na mensagem, a cantora ainda completou:

"Lutar contra todo tipo de preconceito sempre será uma das causas que mais apoiarei, seja contra homofobia, o racismo ou qualquer violência contra a mulher, seja ela qual for. A capa é um protesto àqueles que fingem não ver o que está acontecendo a sua volta".

A cantora comentou que "Sou Dessas" falava sobre a "mulher guerreira, que faz o que quer e quando quer. E que não abaixa a cabeça para nada que a desagrade, tudo isso aproveitando muito a vida, é claro!".

## Videoclipe
Dois videoclipes seriam gravados para "Sou Dessas": um gravado em Nova Iorque com a participação acertada de Snoop Dogg e outro no deserto de Dubai com a participação de Claudia Leitte, que gravou o remix da canção. Porém ambos foram cancelados após a crise da economia brasileira que culminou na alta do dólar e triplicou os orçamentos.

## Uso na mídia
A canção foi incluída na trilha sonora da novela A Regra do Jogo exibida entre 2015 e 2016, da Rede Globo.

## Formatos
- Download digital[8]

1. "Sou Dessas" - 3:18

- Remix[2]

1. "Sou Dessas" (com a participação de Claudia Leitte) - 3:18